# Baní
Baní és una ciutat, capital de la província de Peravia dins la República Dominicana. La regió que l'envolta és principalment productora de bananes i cafè. La platja local rep el nom de "Playa de los Almendros". La patrona de la ciutat és Nuestra Señora de la Regla.